# Canoa/kayak

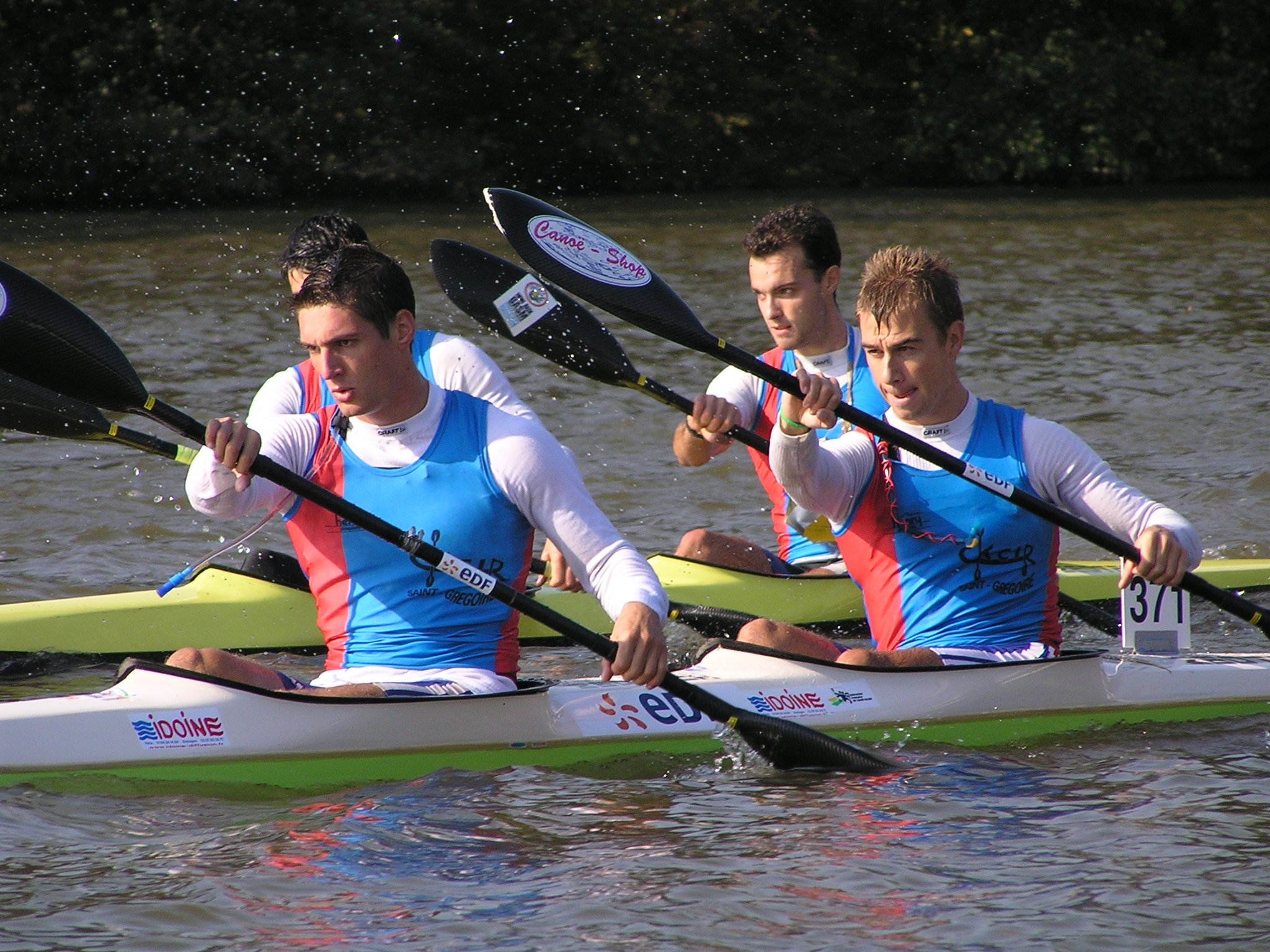
Gara di maratona in kayak

Con il termine canoa vengono raggruppati vari tipi di imbarcazioni che hanno in comune il fatto di essere spinte e manovrate con pagaie e adoperate da diverse popolazioni mondiali: la canoa ed il kayak. Per estensione, lo stesso termine raggruppa gli sport praticati con tali imbarcazioni.
Il sostantivo "canoismo" che descrive l'utilizzo della canoa come sport o diletto, è di uso limitato, e si è scelto il più corrente binomio canoa/kayak per intitolare una pagina dedicata agli sport acquatici in cui si adoperano canoe o kayak. Si distinguono due stili di voga:
- Il kayak prevede la posizione seduta ed una pagaia a doppia pala con cui pagaiare su entrambi i lati.
- La canoa canadese prevede una posizione in ginocchio ed una pagaia a pala singola con cui pagaiare su un solo lato.

## Storia
L'idea di usare la canoa per svago e sport è spesso attribuita all'esploratore scozzese John MacGregor (1825-1892), che la incontrò per la prima volta nel 1858, durante un viaggio in Canada e Stati Uniti. Al suo ritorno in Gran Bretagna si fece costruire una canoa, con la quale navigò corsi d'acqua nel Regno Unito, in Europa e nel Medio Oriente, descrivendo in un libro ormai famoso le sue esperienze:"A Thousand Miles in the Rob Roy Canoe" (Mille miglia nella canoa Rob Roy).
Nel 1866 fondò a Londra il Royal Canoe Club che nel 1874 organizzò la prima gara di canoa, la "Paddling Challenge Cup".
Nel 1924 le associazioni dei canoisti provenienti dall'Austria, Danimarca, Germania e Svezia costituirono un comitato internazionale, la Internationalen Representation for Kanusport (IRK), predecessore della Federazione Internazionale della Canoa (ICF).
La canoa entrò nel novero degli sport olimpici nel 1936, ai giochi di Berlino. (Vedi Canoa/kayak ai Giochi olimpici).
In Italia, nel 1987, il Comitato olimpico nazionale italiano ha riconosciuto ufficialmente la Federazione Italiana Canoa Kayak (FICK) che raggruppa le varie discipline sportive della canoa e del kayak.

## Terminologia

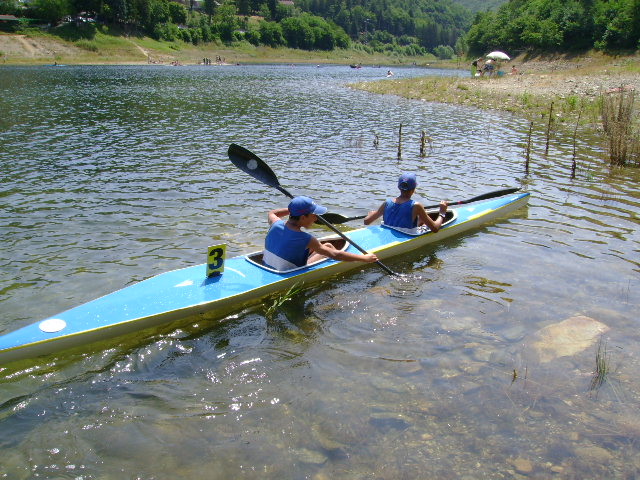
K2 (kayak biposto) sul lago di Osiglia

Il canoismo è evidentemente differente da altre attività di voga, come il canottaggio nei vari stili, da cui non deriva e rispetto alle quali si è evoluto autonomamente.
La marcata differenza delle canoe con le imbarcazioni che adoperano remi per la propulsione si spiega visivamente in modo immediato. I canoisti usano la pagaia, che non è in nessun modo collegata allo scafo da alcun vincolo meccanico; quindi la pagaia sta solo nelle mani del canoista, che è voltato verso la direzione di marcia sia quando è seduto come nel kayak, sia quando è inginocchiato come nella "canadese". Viceversa, nel canottaggio il remo è imperniato su una forcella connessa allo scafo o sul bordo o con un traliccio, sia nel canottaggio sportivo olimpico, dove il canottiere, seduto su un "carrello" che scorre su rotelle, volge la schiena al senso di marcia, sia nella voga veneta o di altri stili "etnici" dove il remo è spinto e non tirato per la propulsione e il vogatore è in piedi, voltato in avanti.
Gli inglesi distinguono gli sport del rowing (lett. remaggio) dal canoeing in maniera più naturale. In spagnolo si fa riferimento alla piroga. In italiano in genere si dà indicazione dello stile (o imbarcazione), canoa e kayak, designando con il termine canoista il praticante di entrambe, ma è in uso corrente anche il sostantivo canoismo, per designare la specialità e il movimento sportivo connesso.

## Specialità
Come in molti sport, vi sono specialità individuali, di gruppo e di squadra. In prevalenza l'obiettivo è la velocità, come nella canoa velocità e nella canoa discesa, ma vi sono anche gare dove risalta la capacità di controllare il mezzo, come nella canoa slalom, o il gioco di squadra, come nella canoa polo.
Grosse distinzioni tra le specialità sono anche legate al campo di gara, che può essere su acque piatte o calme (lago o bacino d'acqua fermo), in mare aperto con le specialità Ocean Race, o su acque bianche, come torrenti o percorsi artificiali che li simulano, dove la corrente e gli ostacoli sono determinanti.
Lo sport della canoa/kayak viene praticato comunemente come attività ricreativa e distensiva non solo dagli specialisti ma da moltissimi amanti delle attività all'aria aperta, gratificando i canoisti con il miglioramento della propria condizione fisica e il contatto vivo con la natura.

### Canoa velocità
Il Kayak e la Canoa d'acque piatte (flat water racing) erano conosciute anche come kayak/canoa olimpico/a, in quanto presenti ai Giochi olimpici dall'edizione del 1936. Dopo l'inserimento della specialità slalom alla XX edizione dei Giochi Olimpici del 1972 il termine olimpico è stato sostituito con velocità.
Le imbarcazioni utilizzate per questo sport sono lunghe e strette, con pesi variabili a seconda della distanza di gara.

#### Il kayak da velocità
Nel kayak, il canoista è seduto su un seggiolino fisso, poggia i piedi su una pedaliera, detta anche (nome tecnico) puntapiedi, per trasmettere la spinta di avanzamento alla canoa. Utilizza una pagaia a due pale sfasate tra di loro (pagaia doppia incrociata), in genere con un angolo che varia dai 50 agli 80 gradi.
La barca è provvista di un timone, posto sotto lo scafo, in poppa.  Secondo le varie specifiche della ICF (International Canoe Federation), le imbarcazioni devono rispettare molte regole riguardo al peso, alla costruzione e alla lunghezza.

#### Lacanoa canadese

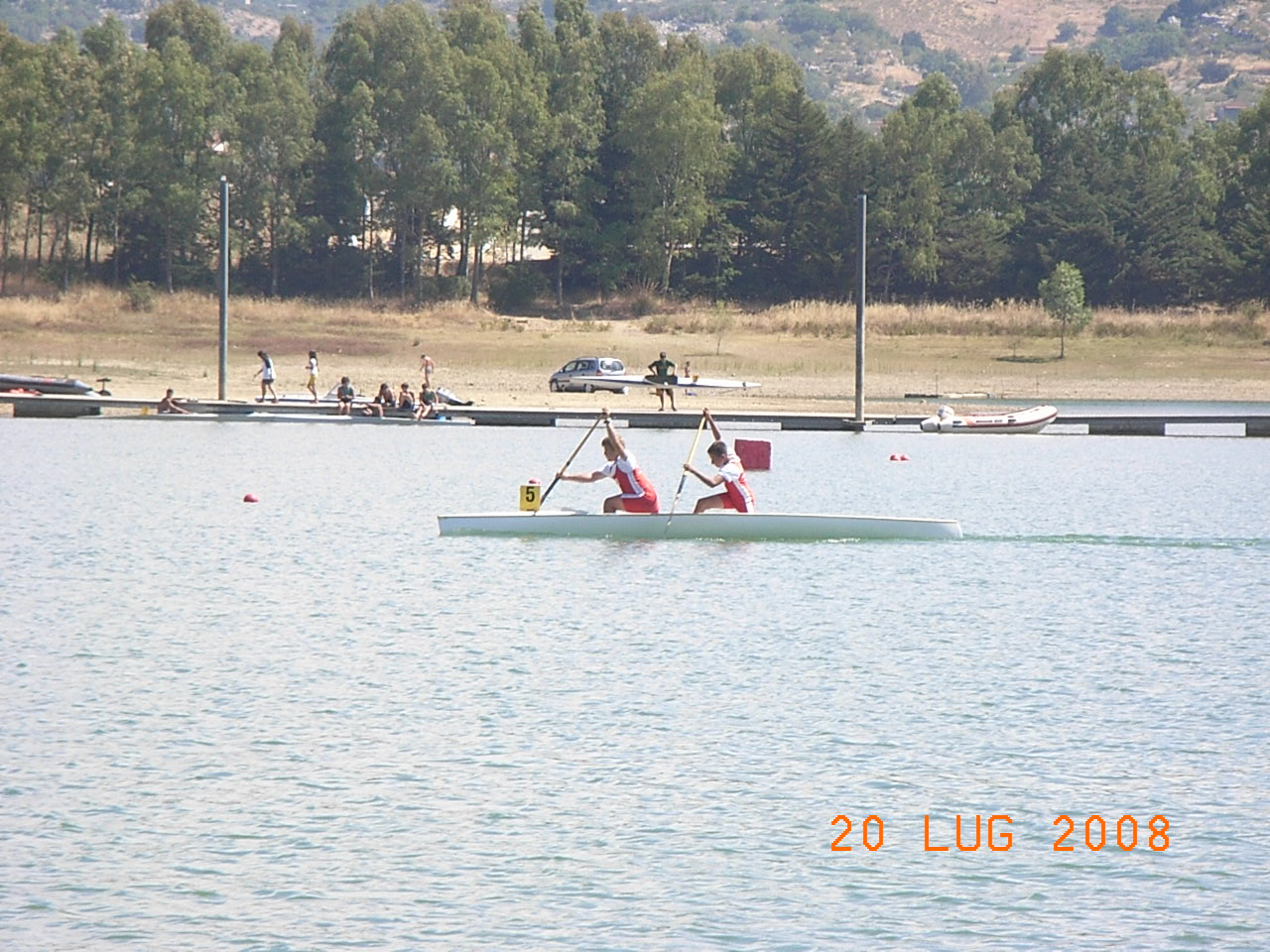
Un C2 (una canoa canadese a due posti) in una gara in Sicilia. La posizione allungata in avanti consente un aumento della forza di spinta mentre quella inginocchiata permette un attacco più efficace all'acqua.

Nella canoa canadese, il canoista assume una posizione in ginocchio. Poggia un ginocchio nella canoa sopra un cuscinetto concavo che lo accoglie e tiene il piede della gamba opposta molto avanti. Per avanzare utilizza una pagaia a pala singola, dove all'altra estremità si trova l'oliva, ovvero l'impugnatura.
È una delle discipline più difficili di questo sport. Infatti, la posizione, non proprio "naturale", presuppone che si dedichi molto tempo all'apprendimento della stabilità. Inoltre, potendo pagaiare da un solo lato e non disponendo di un timone come nel kayak, l'atleta è costretto a correggere costantemente la rotta per far sì che la canoa non giri dalla parte opposta. La "timonata" è proprio quel particolare movimento della pagaia che, dopo la fase di trazione, ruota leggermente verso l'esterno o verso l'interno in modo tale da correggere la direzione della poppa.

#### Equipaggi e imbarcazioni
Esistono tipi di imbarcazioni, a seconda del numero di equipaggio e tipo di canoa (canadese o kayak), esse sono:
- K1 olimpico: kayak monoposto, 5.20m di lunghezza, e 12 kg di peso,
- K2 olimpico: kayak biposto, 6.50m di lunghezza, 18 kg di peso
- K4 olimpico: kayak a quattro posti, lunghezza 11m peso 30 kg, costruzione libera, nelle misure indicate.

In questi tipi di imbarcazioni sono ammessi equipaggi maschili e femminili o, solo nel caso del k2, misti.
- C1: Canadese monoposto 5,20m di lunghezza 16 kg di peso minimo
- C2: Canadese biposto 6,50m di lunghezza 20 kg di peso minimo
- C4: Canadese a quattro posti 9m di lunghezza 30 kg di peso minimo

In questi tipi di imbarcazione erano ammessi solo equipaggi maschili, ma dal 2010 anche femminili solo nel C1 e misti solo nel C2.
Dragonboat: canadese 20 posti +2, peso circa 250 kg

#### Materiali e tecniche di costruzione
Questo sport è in continua evoluzione. Negli ultimi anni sono state apportate sostanziali modifiche per quanto riguarda il materiale e la costruzione di pagaie e canoe. Precedentemente, le regole ICF prevedevano una larghezza minima dell'imbarcazione (nel K1 era 52 cm), ma dal 2001 è stata abolita e successivamente le barche hanno subito una consistente evoluzione. Non è raro che alcune tra le più famose case produttrici si avvalgano delle migliori consulenze ingegneristiche navali, per assicurare scafi sempre migliori. Per quanto riguarda i materiali, fino a qualche anno fa il più comune era il vetroresina, diretto sostituto del legno. Al giorno d'oggi, per quanto riguarda imbarcazioni da gara, i materiali più usati sono il carbon/kevlar e la fibra di carbonio pura; a seconda della competizione, viene scelto il materiale più adatto. Di solito le barche da maratona sono composte da un sottile strato di carbonio che permette di raggiungere pesi molto ridotti  (8 kg sono il peso regolamentare per i K1, ma spesso sono costruiti più leggeri e sono poi zavorrati, per fare fronte a eventuali riparazioni). Le pagaie si sono evolute molto negli anni ed ora sono composte quasi esclusivamente da fibra di carbonio pura, con uno snodo centrale per regolare lunghezza ed inclinazione delle pale nel caso del kayak e lunghezza nel caso della canadese. Spesso l'impugnatura è ricoperta da una fibra sintetica. La forma delle pale è ergonomica e progettata per spostare la maggior quantità di acqua possibile.

#### Tipologie di gare
Esistono vari tipi di gare svolte in questo sport: gare di velocità, gare di fondo, gare di maratona e gare di discesa.
Nelle gare di velocità gli atleti si suddividono in "corsie" (chiamate in gergo "acqua") larghe 9 metri, percorrendo una distanza rettilinea che va dai 200-500 ai 1000 metri. In questa tipologia di gara non è ammesso deviare dalla rotta centrale della corsia per eventualmente sfruttare le onde prodotte dalle canoe degli atleti vicini, le cosiddette "scie", che costituiscono un notevole vantaggio.
Nelle gare di fondo, dove le distanze percorse sono le più svariate, gli atleti partono allineati ma possono raggrupparsi sfruttando le proprie scie inoltre devono percorrere un tragitto non rettilineo, bensì caratterizzato da diversi giri di boa, a seconda della distanza percorsa. Le distanze variano a seconda dell'età e del tipo di imbarcazione. Per le categorie Under16 (14-16 anni), juniores (16-18 anni) e senior, la distanza è 5000 metri; per le categorie U14 (da cadetti B in giù) la distanza è di 2000 metri. Inoltre si svolgono gare sulla distanza di 10.000 metri e oltre, fino alla maratona.
Nelle gare di maratona gli atleti percorrono dai 12 ai 36 chilometri, a seconda della categoria di appartenenza. Una caratteristica peculiare sono i trasbordi, in cui gli atleti devono scendere dall'imbarcazione, tirarla fuori dall'acqua e correre per qualche decina di metri prima di rimontare nella canoa. I trasbordi avvengono in media ogni 5 chilometri. A causa del trasbordo e della notevole distanza da percorrere, le imbarcazioni possono pesare fino a 4 kilogrammi in meno rispetto alle canoe per la velocità in linea. Gli equipaggi ammessi alle gare sono solo K1, C1, K2 e C2.
Nelle gare di discesa gli atleti navigano lungo un fiume attraverso rapide, pietre e gorghi. In questo tipo di gare le imbarcazioni sono adeguatamente modificate con timoni di dimensioni maggiori, pesi maggiori e pagaie particolari. Le gare di discesa sono comunque meno comuni e spesso chi vuole praticare questo tipo di attività utilizza attrezzatura specifica, con barche in plastica e pagaie in alluminio, simile all'attrezzatura di canoa slalom.

### Canoa discesa
Praticata in corsi d'acqua viva, questa specialità consiste nel discendere a valle nel minor tempo possibile. Non è specialità olimpica.

### Canoa slalom
Come per la canoa discesa, la canoa slalom viene praticata in corsi d'acqua viva sia di origine naturale o in alternativa Canali artificiali.
Prevede però un allestimento di un campo gara, ossia di un percorso composto da delle "porte" appese a dei cavi d'acciaio che attraversano il corso dell'acqua. Le porte sono composte da due paletti in plastica , ma leggermente zavorrati per evitare il più possibile il vento e vanno da un numero compreso tra le 18 e 25 si distinguono i "discesa" (paletti bianco verdi)  e "risalita" (paletti bianco rossi) che i canoisti devono attraversare in un preciso ordine, stando attenti a non commettere penalità.
Le penalità corrispondono a 2 secondi per ogni tocco di porta e 50 secondi in caso di salto di porta ad aggiungersi al tempo finale di percorrenza dell'atleta.
La canoa polo è una specialità della canoa relativamente nuova. Si gioca in due squadre e 5 giocatori ciascuna (oltre ad un massimo di tre riserve) su canoe appositamente costruite, la cui lunghezza deve essere compresa tra 2,1 e 3,1 metri e la cui forma è tesa a massimizzare velocità e rapidità nel cambio di direzione. I materiali con cui possono essere costruite sono kevlar, plastica e carbonio. Ogni giocatore è fissato ermeticamente alla canoa da un giubbottino allacciato in vita, indossa un casco munito di una griglia di protezione per il viso e un giubbotto salvagente con un numero la cui funzione è principalmente quella di attutire gli urti che possono derivare dai contatti con le pagaie e con le altre canoe. La pagaia è quasi sempre in fibra di carbonio e la pala ha una leggera inclinazione su se stessa. Lo spirito della canoa polo è molto simile a quello della pallanuoto, dalla quale sono mutuate anche diverse regole. Anche nella canoa polo si gioca con una palla del tutto simile a quella della pallanuoto, ma le due porte sono rialzate rispetto al pelo dell'acqua. Le porte sono larghe 1,5 metri e alte un metro (misure interne ai pali)ed il bordo inferiore è posto a 2 metri dal pelo dell'acqua. La partenza è fissata dal lancio della palla al centro del campo e le partite durano tipicamente 20 minuti di gioco effettivo, con due tempi di 10 minuti e intervallo di 5.